# Glencoe (Floryda)
Glencoe – jednostka osadnicza w Stanach Zjednoczonych, w stanie Floryda, w hrabstwie Volusia.